# Mbengué
Pour les articles homonymes, voir Bengue.
M'bengué est une ville située au nord de la Côte d'Ivoire, dans le district des Savanes, à 75 km de Korhogo et frontalière du Mali. Mbengué renferme deux usines de coton dont la Zone et la grande usine de coton dénommée Ivoire Coton. Par ailleurs, M'bengué est située à quelques kilomètres de la mine d'or de Tongon. Mbengué est le chef-lieu du département de M'Bengué.

## Démographie
L'essentiel de la population de la ville est constituée de Sénoufos. La région comporte aussi quelques campements peuls, peuple nomade.

## Économie
La région est essentiellement consacrée à la culture du coton, principale richesse du nord de la Côte d'Ivoire, au point d'y avoir été qualifié d'« or blanc ». À ces cultures s'ajoutent certaines cultures vivrières et maréchaires ainsi que la culture de l'anacarde.
Le sous-sol est également riche en or, avec la découverte et l'exploitation de la mine d'or de Tongon.

## Villes voisines
- Ouangolodougou vers l'est.
- Kadiolo, au Mali, au nord.
- Korhogo au sud.
- Tingréla vers l'ouest.